# آرمسترونغ ويتوورث إيه دبليو.660 أرغوسي
آرمسترونغ ويتوورث إيه دبليو.660 أرغوسي  (بالإنجليزية: Armstrong Whitworth AW.660 Argosy)‏ هي طائرة شحن عسكرية، بأربعة محركات مرواح توربنيه. أنتجت في بريطانيا. من صناعة ارمسترونغ ويتوورث للطائرات. كانت تستخدم بشكل أساسي من قبل سلاح الجو الملكي. كان أول طيران لها في 8 يناير 1959. انتهت خدمتها في 1991، وصنع منها 74 طائرة.